# Coleco Telstar
Coleco Telstar – seria konsol gier wideo produkowana przez firmę Coleco Industries w latach 1976–1978. Seria składa się z 14 konsol, począwszy od klonu automatu do popularnej ówcześnie gry Pong, bazował on na układzie scalonym firmy General Instrument AY-3-8500.

## Wersje
Telstar produkowany był w następujących wersjach:
1. Telstar – (model 6040, 1976)
2. Telstar Classic – (model 6045, 1976)
3. Telstar Deluxe – (1977)
4. Telstar Ranger – (model 6046, 1977)
5. Telstar Alpha – (model 6030, 1977)
6. Telstar Colormatic – (model 6130, 1977)
7. Telstar Regent – (model 6036, 1977)
8. Telstar Sportsman – (1978)
9. Telstar Combat! – (model 6065, 1977)
10. Telstar Colortron – (model 6135, 1978)
11. Telstar Marksman – (model 6136, 1978)

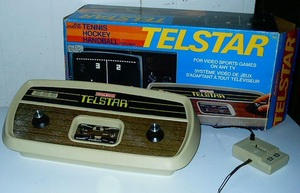
Oryginalny Coleco Telstar

12. Telstar Galaxy – (1977)
13. Telstar Gemini – (1977)
14. Telstar Arcade – (1977)Oryginalny Coleco Telstar Coleco Telstar Alpha

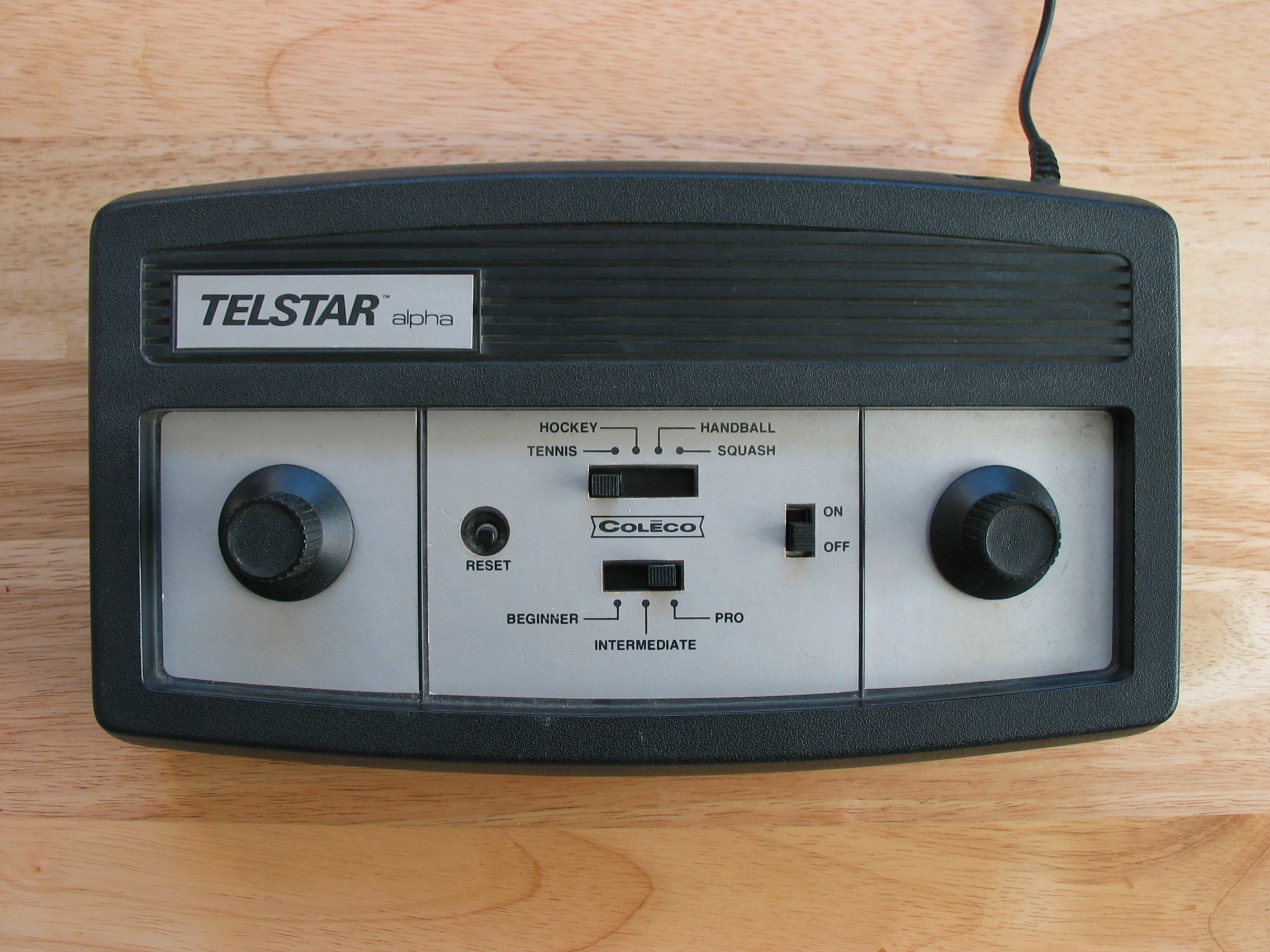
Coleco Telstar Alpha

W roku 1978, wraz z pojawieniem się konsoli bazujących na kartridżu, zainteresowanie produktami Colleco gwałtownie spadło. Producent Telstara zmuszony był do składowania ponad miliona konsol, co kosztowało go 22,3 miliona dolarów. Zbyt duża linia produktów oraz powoli kończące się zainteresowanie grami typu Pong doprowadziło w roku 1980 firmę Coleco na skraj bankructwa.